# 영국령 북아메리카
영국령 북아메리카(영어: British North America)는 북아메리카 도처에 있었던 대영제국의 식민지로, 보다 정확히는 1783년 미국 독립 혁명 이후 북미 대륙에 남아 있었던 영국 식민지를 일컫는다. 영국이 북아메리카의 식민지 개척에 나선 것은 잉글랜드 왕국 시절인 16세기 뉴펀들랜드 식민지와 로어노크 식민지, 제임스타운 식민지로 거슬러 올라간다. 이후 북미 동부 연안을 중심으로 13개 식민지의 설립에 이르렀다.
영국의 북아메리카 식민지 영토는 7년 전쟁 당시 프랑스 인디언 전쟁과 더불어 1763년 파리 조약 체결로 급격히 확대되어, 그 면적으로만 따지면 두 배가 되었으며 북미 대륙에서의 프랑스의 영향력을 몰아냄으로서 정치지형도 극적으로 변하는 계기로 작용하였다.
이 시점에서 북미 내 대영제국의 식민지 영토를 가리키는 데에는 '영국령 아메리카' (British America)라는 표현이 사용되었으며 미국 독립선언에 즈음하여서도 계속해서 불려 왔다. 특히 1774년 토머스 제퍼슨이 제1차 대륙회의에서 '영국령 아메리카의 권리에 관한 간략한 견해'라는 이름의 연설문을 발표한 것이 대표적인 사례이다.
1783년 파리 조약 체결로 미국 독립 전쟁이 끝나고 영국 13개 식민지의 독립과 미국의 건국을 승인하면서 '영국령 북아메리카'라는 용어가 등장하였다. 이후로도 북미대륙 전체의 영국 식민지에 대해 영국령 아메리카와 영국령 북아메리카라는 용어가 널리 사용되었으나, 1839년 캐나다 일대에 한정된 사안에 관한 문건으로 '영국령 북아메리카 문제에 대한 보고서' (일명 더럼 보고서)가 출간되면서 이들 지역만을 가리키는 용어로 다시금 좁혀지게 되었다.
1867년 영국령 북아메리카 법이 왕실 칙허를 받으면서 캐나다 자치령이 출범하였다. 이 법에 따라 1867년 7월 1일 영국령 북아메리카의 3개주, 즉 뉴브런즈윅주, 노바스코샤주, 캐나다주 (지금의 온타리오주, 퀘벡주)가 영국 왕실의 지배를 받는, 본토의 연합왕국과 같은 헌법체제하의 단일 자치령으로 묶이게 되었다.
대서양 한가운데에 위치한 버뮤다섬의 경우 버지니아 회사에서 관리하던 섬으로 바하마와 함께 북미 식민지로 묶여 관리해 왔으며 1783년부터는 캐나다 연해주에 속하게 되었으나, 1867년 캐나다 자치령이 수립되고 1907년에는 뉴펀들랜드도 자치령이 되면서 영국령 서인도 제도로 다시 재편되어 관리되었다.
따라서 1783년부터 1907년까지 존속했던 영국령 북아메리카는, 카리브해 일대 식민지는 제외한 북미 대륙 전체의 영국 식민지라 볼 수 있다. 여기에는 오늘날의 캐나다와 버뮤다 뿐만 아니라, 초창기 프랑스 아카디아 식민지로서 영국에 할양되었으나 미국의 주로 넘어간 북서부 영토의 6개 주 (오하이오주, 인디애나주, 일리노이주, 미시건주, 위스콘신주, 미네소타주 북동부)도 있으며, 잠시 동안이지만 동플로리다, 서플로리다, 바하마 일대도 포함되었다.

## 역사

### 미국 독립 혁명 이전

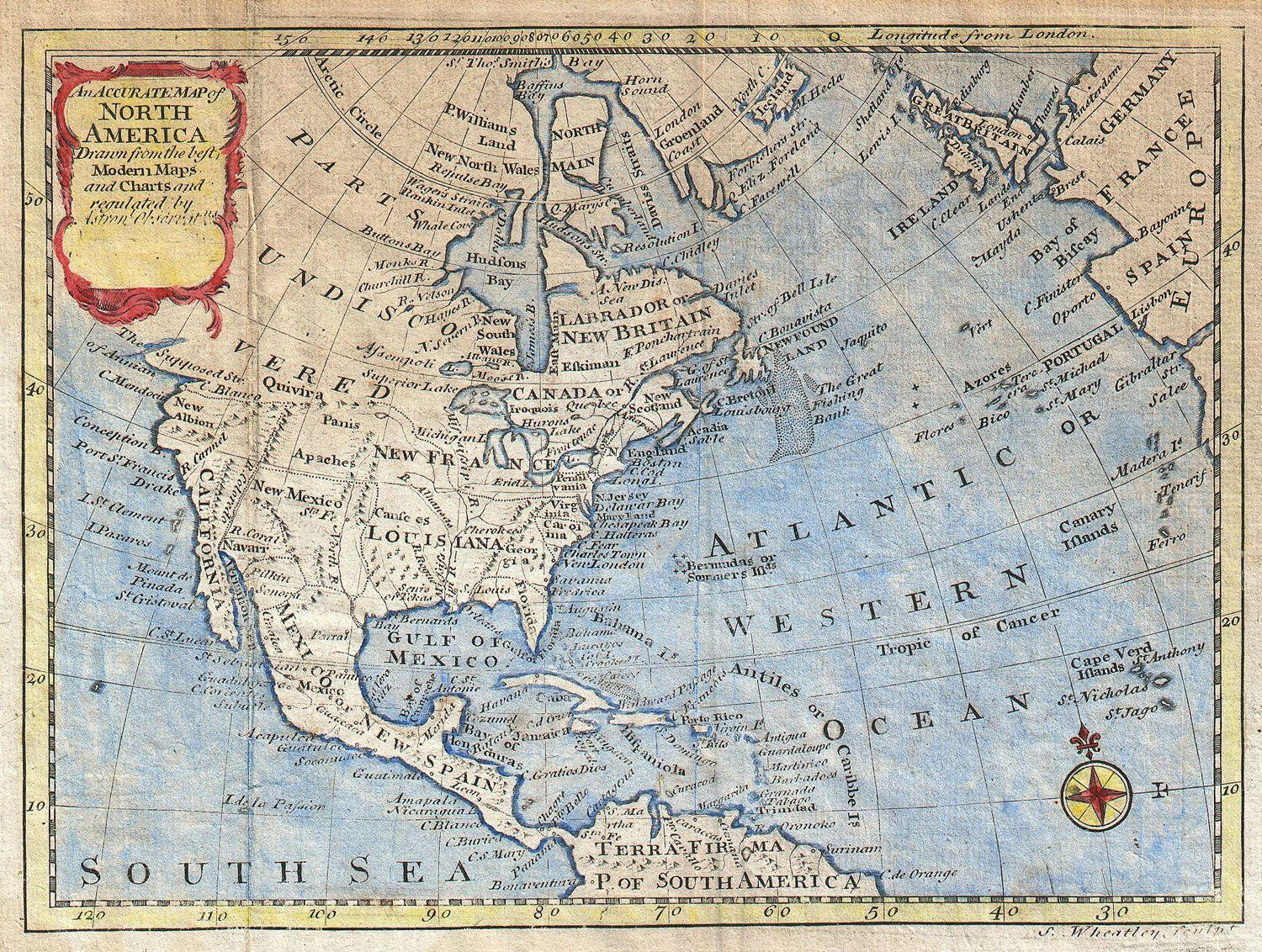
영국령 북아메리카의 지도 (1747년경)

16세기 후반에 이르러 잉글랜드 왕국의 북아메리카 대륙 정착에 나설 당시, 북미 대륙은 1494년 스페인 제국이 포르투갈 제국과 함께 토르데시야스 조약을 체결하여 전세계를 양분한 상황이었으며, 북아메리카에 대해서도 전체가 스페인의 영토라는 주장이 이어져 왔다. 그러나 이는 명목상의 주장으로 북미 내에서 스페인의 영토는 최남단 일대에 불과하였으며 이에 대한 주권 행사 능력은 거의 없었다. 잉글랜드는 기존에 주권을 행사하려는 스페인의 주장을 무시하고, 아직 스페인과의 식민지 경계는 불분명환 상황 속에서 버지니아 식민지를 처음으로 건설하였다.
잉글랜드가 처음으로 정착에 성공한 식민지는 1607년 버지니아 회사에서 건설한 제임스타운이며 두 번째는 1612년 같은 회사가 개척한 버뮤다섬이었다. 당시 북미 본토에는 두 회사를 기반으로 식민지가 건설되기 시작하였는데, 우선 버지니아 회사는 처녀 여왕 엘리자베스 1세를 기린 회사로 북위 34도와 북위 41도 사이의 남부 연안 지역에 대해 자사의 이름을 따서 '버지니아'로 명명했다. 북위 41도부터 북위 45도까지의 북부 지역은 플리머스 회사라는 또다른 회사에서 지금의 메인주에 포펌 식민지를 건설하였으나 머지않아 정착에 실패하고 버려졌으며 플리머스 회사의 영토로 설정된 지역은 버지니아 회사의 영토로 흡수되었다.
17세기가 되면서 버지니아라는 지명은 지금의 미국 버지니아주 일대의 지역만을 가리키게 되었으며 이후 건설되는 북미 대륙의 식민지는 현지 행정관리 하에 전부 별개의 식민지들로 취급하게 되었다. 그리고 그러한 식민지들을 한데 아우르는 말로 '아메리카' (America) 내지는 '북아메리카' (North America)로 칭하게 되었다.
한편 스코틀랜드 왕국도 17세기에 북미와 중남미 식민지 개척에 노력하였으나 실패로 돌아갔고 1707년 잉글랜드 왕국과 그레이트브리튼 연합왕국을 이룬다. 이때부터 영국은 북아메리카의 대서양 연안을 아우르는 상당한 영토를 새롭게 확보해 나가게 되었다.

### 버뮤다
버뮤다섬은 1609년 버지니아 회사의 기함인 시 벤처 호가 침몰한 것을 계기로 1612년 자사의 영토로 처음 편입되었다. 다만 회사에서 직접 관리하지 않고 1684년까지 소머스아일스 회사라는 자회사를 두어 관리하였는데, 본토의 버지니아 식민지나 캐롤라이나 식민지와 인접해 있어 1670년 윌리엄 세일의 주도로 버뮤다인들이 바다 건너 정착해 오기도 했다. 영국 정부 역시 버뮤다가 서인도 제도보다는 캐롤라이나 등의 북미 본토와 가깝다는 점을 고려하여 북아메리카에 속하는 것으로 보았다.

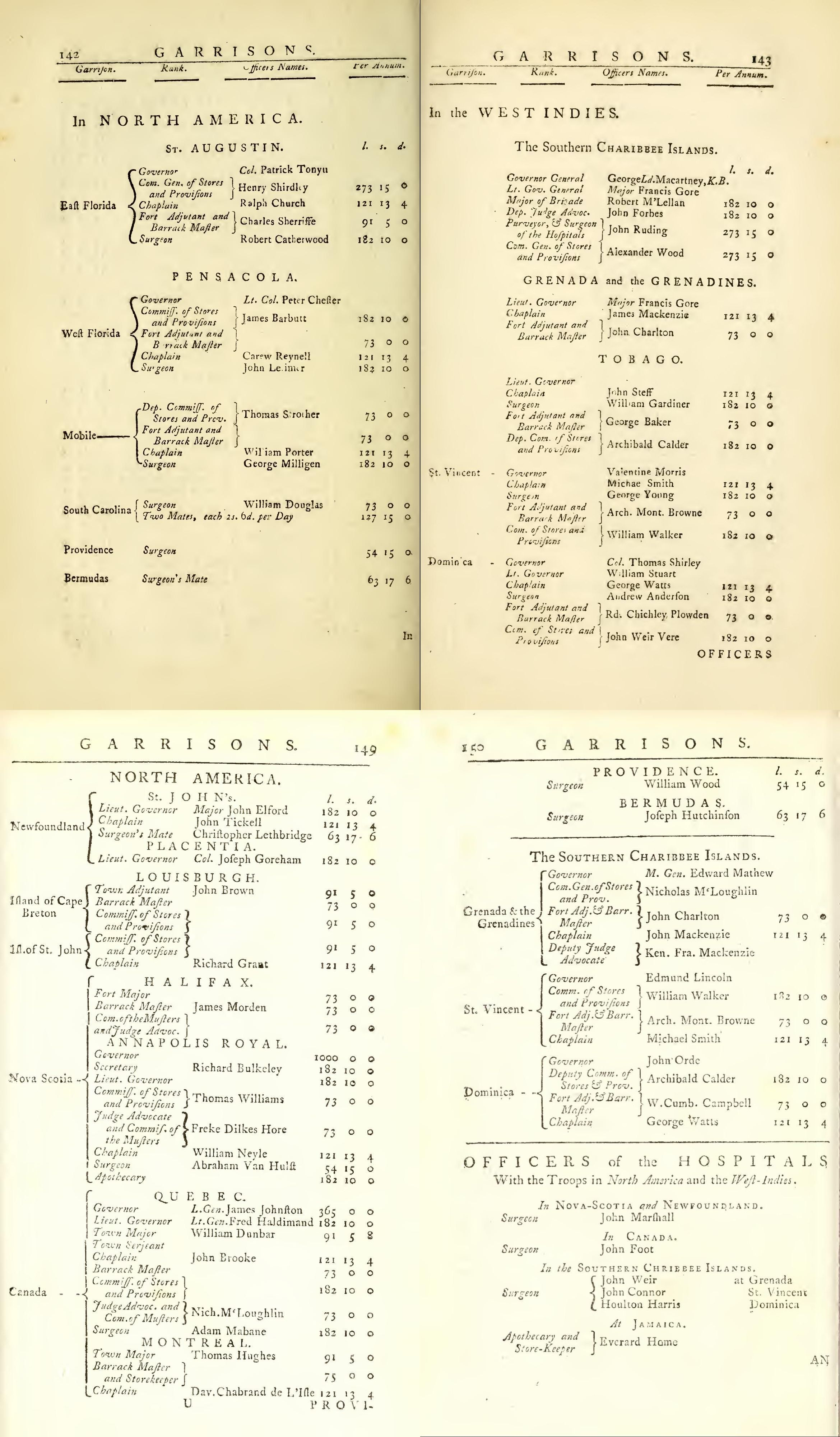
영국령 북아메리카와 서인도 제도 일대 영국군 주둔지의 총독과 참모장교 명단 (1778년, 1784년)

미국 독립 전쟁 초기에는 본토 남부 식민지 (버지니아와 사우스캐롤라이나 일대)와의 혈연과 무역관계에 있었던 버뮤다인들이 반군 편에 서는 경향이 있었으나, 섬 주변의 대서양 해역을 영국 해군이 틀어잡고 있었기 때문에 실제로 반군에 가담할 가능성은 없었다. 반군이 버뮤다에서 선박과 화약을 공급받기도 하였으나 머지않아 민간인들은 반군의 선박에 공격적인 모습을 보이기도 했다. 1783년 영국 정부가 미국 13개주의 독립을 승인하면서 영국 정부는 버뮤다를 캐나다 연해주와 뉴펀들랜드 래브라도주 일대, 더 넓게는 영국령 북아메리카의 일부로 묶어 관리하게 되었다.
전쟁 이후 영국 해군은 버뮤다 일대의 지도작성에 나서 그레이트사운드, 해밀턴항 일대의 해상경로를 정리하였다. 1794년에는 새롭게 신설된 세인트로렌스강과 아메리카 연안 지부, 북아메리카와 서인도제도 지부 총사령관인 조지 머레이 경이 버뮤다 최초의 해군사관학교인 '애드미럴티 하우스'를 설립하였다. 이후 사령부 명칭이 1813년 북아메리카 사령부를 거쳐, 1816년 북아메리카 캐나다오대호 사령부로 바뀌면서 버뮤다와 북미 대륙의 군사지휘권의 통일화를 유지해 나갔다. 사령부의 본부는 겨울에는 버뮤다, 여름에는 핼리팩스를 오갔으나 1821년 사령부의 영역을 북아메리카 서인도제도로 재편함에 따라 연중내내 사령본부를 버뮤다로 지정하게 되었다. 당시 사령부의 하나로 쓰였던 핼리팩스의 왕립해군조선소는 1907년 캐나다 정부로 이관되었다.

### 누벨프랑스 획득과 캐나다 자치령
1702년~1713년 영국은 앤 여왕의 전쟁 당시 프랑스로부터 누벨프랑스의 아카디아 일대를 처음 매입하였다. 아카디아는 오늘날 캐나다 동부의 노바스코샤주, 뉴브런즈윅주, 프린스에드워드아일랜드주, 퀘벡주, 그리고 미국의 메인주 일대에 해당된다. 이후 1763년 파리 조약에 따라 프랑스로부터 캐나다 나머지 영토와 루이지애나 동부 (서플로리다 포함)를, 스페인으로부터 동플로리다 (1769년 퐁텐블로 조약에 의거해 프랑스로부터 할양)를 획득하였다. 이어서 1783년 파리 조약에 따라 미국이 오대호 이남의 퀘벡 일부 영토를, 스페인이 플로리다 일대를 넘겨받았다.

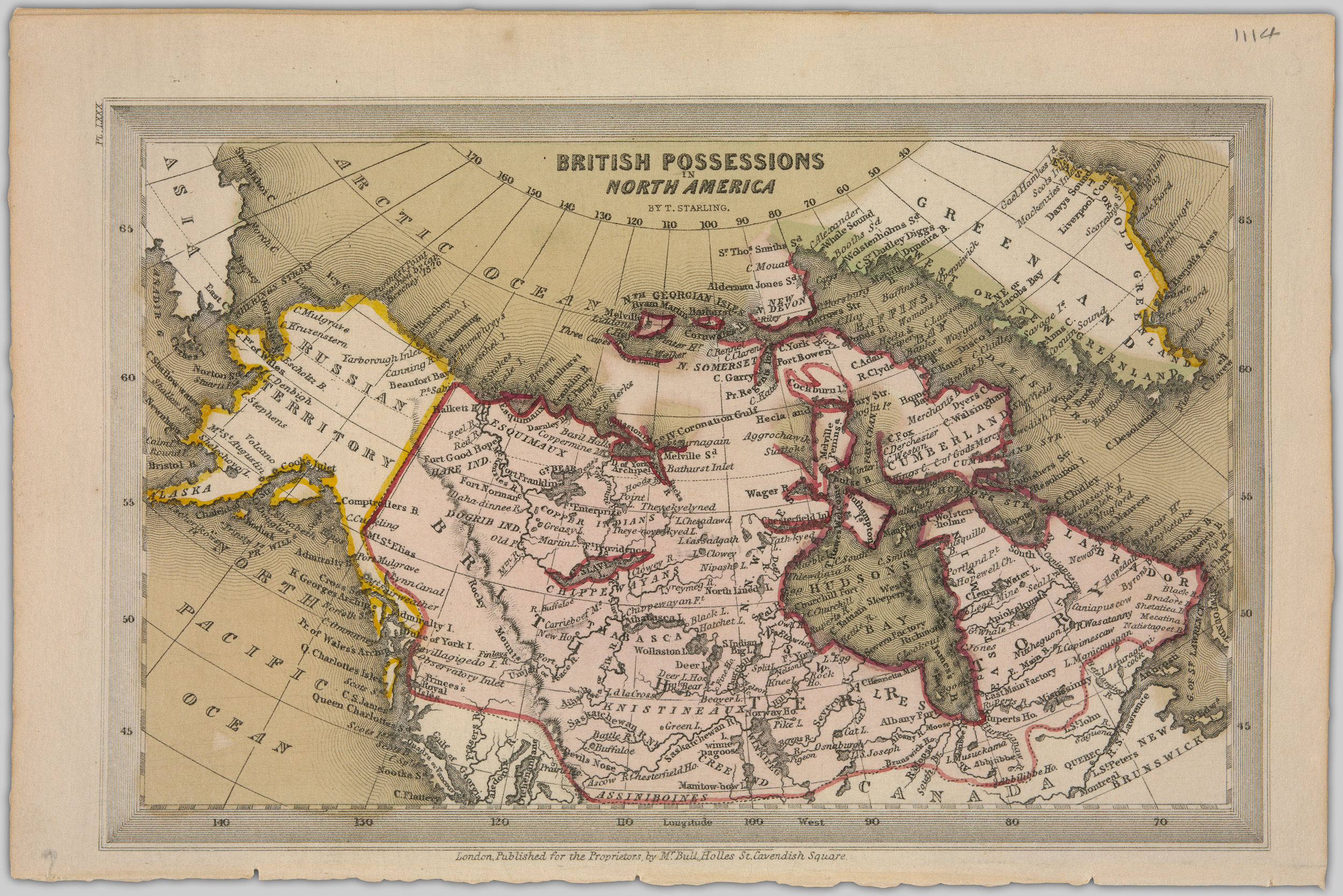
북아메리카의 영국 영토 (1830년경)

1784년 노바스코샤주를 노바스코샤주와 뉴브런즈윅주로 나누었으며, 1791년 퀘벡주도 프랑스어권의 로어캐나다와 영어권의 어퍼캐나다로 분리하였다. 이어서 미영 전쟁 이후 체결된 1818년 조약을 통해 루퍼츠랜드의 로키 산맥 서쪽부터는 북위 49도를 미국과의 국경으로 정하고 그 이남 영토를 미국에 할양하였다.

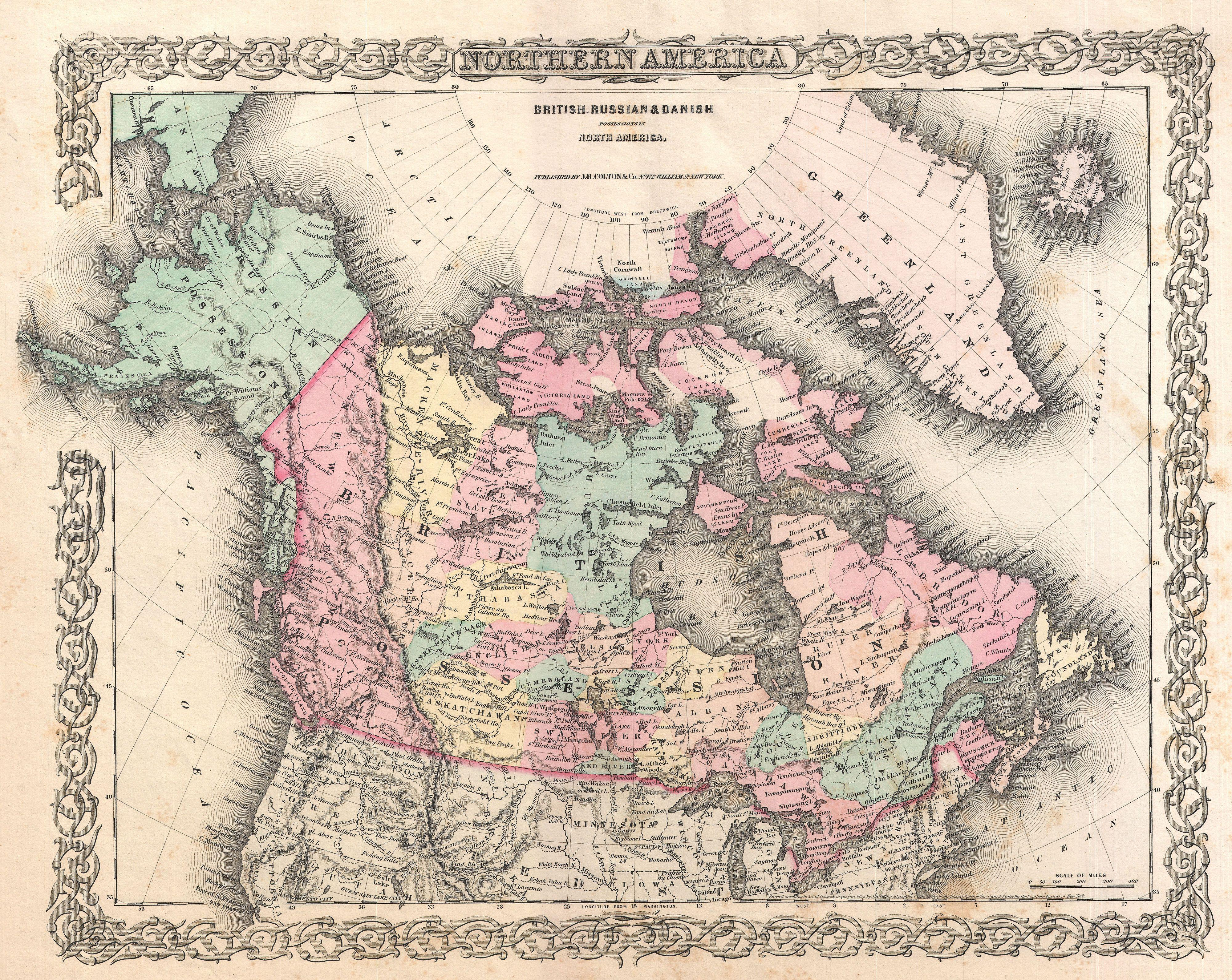
북아메리카의 영국 영토 (1855년경)

1841년 양 캐나다를 하나의 캐나다주로 통합하였으며,  메인주 일대의 경우 비옥한 삼림지대로 영국과 미국간의 분쟁이 이어져 왔으나 1842년 웹스터-애슈버턴 조약 체결로 미국의 새 주로 할양하는 것으로 결론났다. 이어서 1846년에는 유일하게 북위 49도선대로 따르지 않았던 오리건주 영토를 미국과 함께 분할하여 나눠가졌으며, 밴쿠버섬을 제외한 모든 영토가 49도선을 기준으로 미국에 넘기게 되었다.
1867년 7월 1일 영국령 북미법 제정으로 캐나다 자치령이 출범하였다. 이 과정에서 캐나다주, 뉴브런즈윅, 노바스코샤의 캐나다 연방 가입 절차가 진행되었으며, 기존의 캐나다주는 다시 '캐나다이스트' (Canada East)와 '캐나다웨스트' (Canada West)로 분리하였다. 훗날 캐나다이스트는 퀘벡주로, 캐나다웨스트는 온타리오주로 이름을 바꾼다.

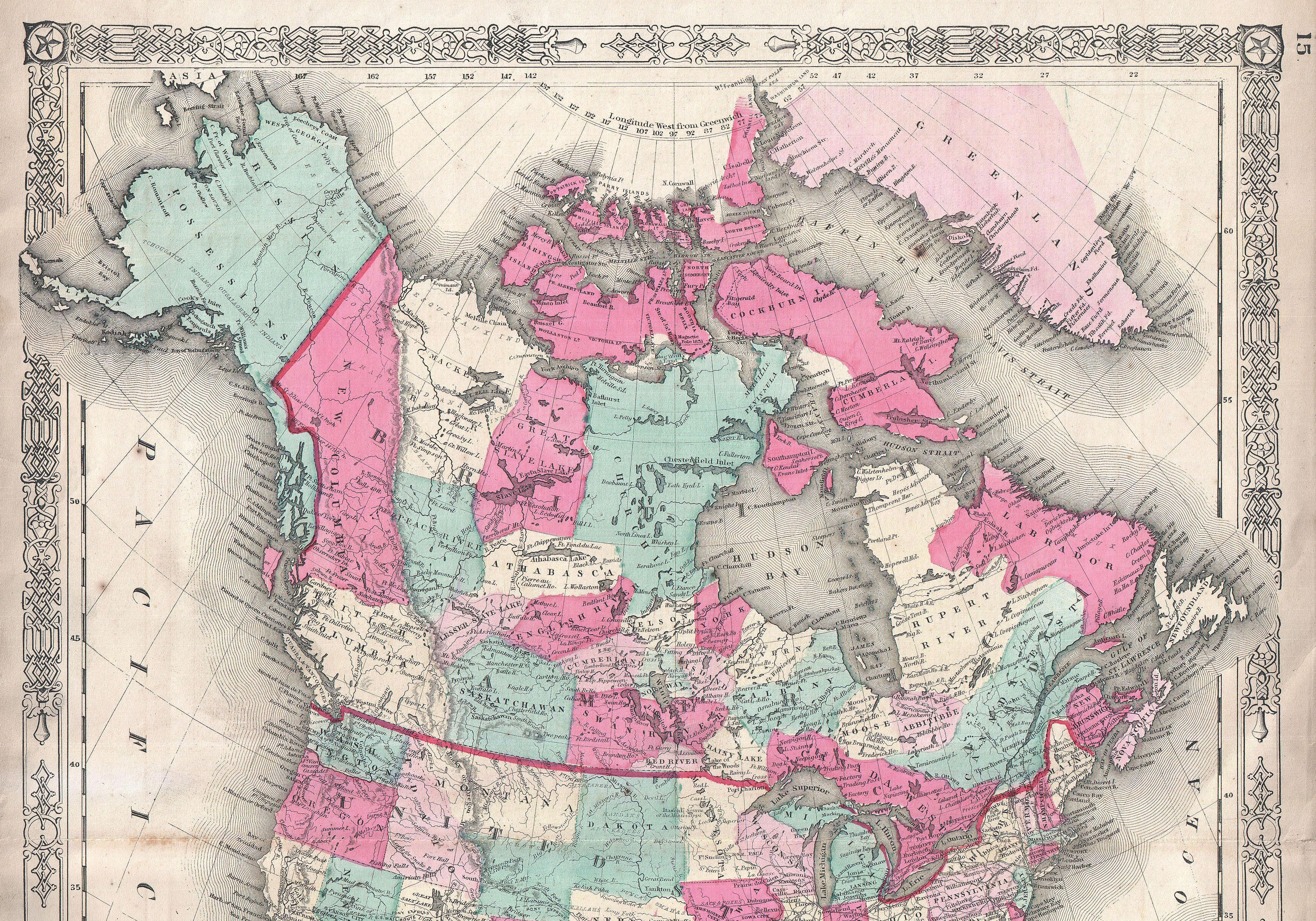
북아메리카의 영국 영토 (1864년경)

1867년 연방 출범 이후 1871년 영국군이 캐나다에서 철수하면서 국방권을 캐나다 민병대에 이전하였다. 이것의 연장선에서 영국군 노바스코샤 사령부와 영국령 북미사령부가 폐지되었으나, 여전히 식민지 지위로 유지되고 있던 버뮤다 기지는 버뮤다 사령부 (Bermuda Command)로 승격되었다.

### 루퍼츠랜드와 브리티시컬럼비아
1870년 허드슨 베이 회사의 영토, 즉 루퍼츠랜드 일대가 '노스웨스트 준주'와 '매니토바주'라는 이름으로 캐나다에 합병되었다. 태평양 연안의 북위 49도선 북부 일대 영국령 식민지였던 '브리티시컬럼비아'도 밴쿠버섬과 함께 1871년 캐나다의 여섯번째 주로 가입하였다. 이어 1873년에도 프린스에드워드아일랜드가 캐나다의 7번째 주로 가입했다. 브리티시컬럼비아와 미국의 워싱턴 준주 간의 경계는 1872년 양국 협상을 통해 확정되었으며, 1903년에는 미국령 알래스카주와의 경계도 합의하였다.
1880년에는 영국령 북극 제도가 캐나다에 할양되었으며, 노스웨스트 준주의 관할영토로 추가되었다. 이후 노스웨스트 준주의 상당수 영토를 새로운 주와 준주로 분할하였는데, 주로 바뀐 영토는 1905년 앨버타주와 서스캐처원주, 준주로 바뀐 영토는 1898년 유콘 준주와 1999년 누나부트 준주이다. 분할된 영토 외에도 1912년 매니토바주, 온타리오주, 퀘벡주 등의 인접 주에 일부 영토가 흡수되기도 했다.

### 뉴펀들랜드
1867년 캐나다 자치령 출범 당시 영국령 북아메리카 식민지 가운데 버뮤다 외에도 뉴펀들랜드 식민지가 연방 가입 절차를 밟지 않고 있었다.
1907년 뉴펀들랜드 식민지가 뉴펀들랜드 자치령으로 승격되어, 영국령 북아메리카의 영토는 버뮤다만이 남게 되었다. 이에 영국 정부의 식민지부 (Colonial Office)에서는 버뮤다에서 포클랜드 제도에 이르기까지 서반구 일대의 모든 영토를 '왕령식민지국' (Crown Colonies Department)의 '서인도과' (West Indian Division)에서 행정을 맡도록 조정하여, 행정구역으로서 영국령 북아메리카의 역사는 끝나게 된다.
1934년 뉴펀들랜드가 '정부위원회령' (Commission of Government)의 형태를 취한 영국 직할령으로 재편입되었다. 반면 버뮤다의 경우 영국 정부는 영국령 서인도 제도에 속하거나 편의상 같이 묶이는 식으로 인식하고 있었다. 두 지역을 묶는 마지막 남은 고리는 다름아닌 잉글랜드 국교회의 조직망으로, 1879년 버뮤다 총회가 설립되어 뉴펀들랜드 교구로부터 버뮤다 교구를 분리하였으나 주교는 똑같은 사람이 맡고 있어 '뉴펀들랜드 버뮤다 주교'라는 이름으로 남아 있었다. 그러나 이마저도 1919년 뉴펀들랜드와 버뮤다에 별개의 주교를 두게 되면서 끝이 났다.
1949년에는 뉴펀들랜드섬과 그와 이어진 래브라도반도의 영토가 캐나다의 10번째 주로 가입하여 뉴펀들랜드 래브라도주가 되었다.

### 캐나다의 독립
1867년 자치령 출범으로 사실상의 독립을 이룬 캐나다는 1931년 웨스트민스터 헌장으로 완전한 주권국이 되어 외교권을 부여받게 되었다. 이로서 캐나다는 외국에 대사관을 설립하고 외국 대사관을 수용할 권리가 생겼다. 캐나다 최초의 대사관은 미국 워싱턴 D.C.에 생겼다.
1931년 이후에도 캐나다의 헌법체제는 상당 부분이 영국에 의존하고 있었는데 이것을 마저 해결하려는 움직임이 생겨났으며 캐나다 각 주의 국민들로부터 헌법 개정을 위한 주민투표에서 승인하면서 폐지 수순을 밟게 되었다. 1980년대 캐나다 하원과 캐나다 상원의 요청으로 영국 의회에서 1982년 캐나다법을 제정하고, 캐나다 10개주 가운데 9개주의 지지를 얻은 것이 결정적 사례였다.

## 식민지 목록

### 1776년 이전

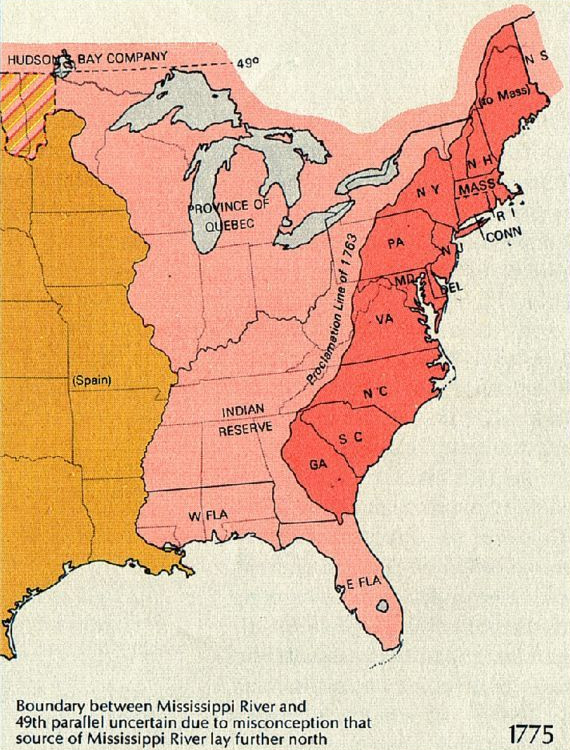
1775년 영국령 북아메리카의 영토. 13개 식민지는 붉은색으로 표시되어 있다.

1776년 미국 독립 혁명이 벌어지기 전까지, 영국령 북아메리카는 영국령 서인도 제도와 스페인령 누에바에스파냐를 제외한 북아메리카 북동부 전역을 전부 확보하고 있었다.
- 버뮤다
- 영국령 북극 영토
- 영국령 플로리다 (동플로리다와 서플로리다)
- 인디언 보호구역 (13개 주를 제외한 지금의 미국 중부 일대)
- 뉴펀들랜드 식민지
- 북서부 영토
- 노바스코샤 식민지
- 퀘벡주
- 루퍼츠랜드 (허드슨 베이 회사)
- 세인트존스아일랜드 (현 프린스에드워드아일랜드주)
- 13개 식민지 (개별 관리, 이후 미국으로 독립)
  - 코네티컷 식민지
  - 델라웨어 식민지
  - 조지아 식민지
  - 메릴랜드 식민지
  - 매사추세츠만 식민지
  - 뉴햄프셔 식민지
  - 뉴저지 식민지
  - 뉴욕 식민지
  - 노스캐롤라이나 식민지
  - 펜실베이니아 식민지
  - 로드아일랜드 식민지·프로비던스 플랜테이션
  - 사우스캐롤라이나 식민지
  - 버지니아 식민지

### 1776년 이후
1776년 미국 독립 혁명에 이어 1783년 영국 정부가 미국의 독립을 승인하면서 북미에 남은 영국령 식민지는 영국 내무부의 관리하에 직할령으로 남게 되었다. 당시 이들 영토의 군사권도 내무부 관할로 있었으나 1794년 영국 전쟁부로 이관되었다. 이때 내무부에서 북미 대륙의 남은 식민지와 더불어 행정적인 면에서 점차 교류가 늘고 있던 버뮤다 군도를 '영국령 북아메리카'로 처음 칭하게 되었다.
1801년 영국령 북아메리카 식민지 관련업무가 전쟁부로 이관되고 전쟁부는 '전쟁식민부' (War and Colonial Office)로 개칭하였다. 이는 다시 1854년 전쟁식민부가 전쟁부와 식민지부로 분할되면서 식민지부 소관업부가 되었다. 1846년 오리건 조약 체결 이전까지 북미 대륙의 영국령 식민지는 다음과 같다.
- 캐나다주 (옛 어퍼캐나다와 로어캐나다)
- 뉴펀들랜드
- 노바스코샤
- 뉴브런즈윅
- 프린스에드워드아일랜드
- 루퍼츠랜드
- 영국령 북극 영토
- 컬럼비아 구역 / 오리건 카운티 (미국과의 공동영토)[13]

버뮤다의 경우에도 가장 가까운 영토가 노바스코샤라는 이유로 여전히 영국령 북아메리카의 일부로 취급되었다.

## 같이 보기
- 대서양사
- 영국령 아메리카
- 영국령 서인도 제도
- 영국령 북아메리카 법
- 미국의 식민지 시대
- 캐나다의 역사
- 뉴잉글랜드 식민지